# Seongbuk-gu
Seongbuk-gu (성북구) ist einer der 25 Stadtteile Seouls. Er liegt in der nördlichen Stadthälfte. Die Einwohnerzahl beträgt 433.988 (Stand: Mai 2021).

## Bezirke

Seongbuk-gu besteht aus 32 Dongs:
- Anam-dong
- Bomun-dong
- Donam-dong 1∼2
- Dongseon-dong 1∼2
- Dongsomun-dong
- Gireum-dong 1∼3
- Jangwi-dong 1∼3
- Jeongneung-dong 1∼4
- Jongam-dong 1∼2
- Samseon-dong 1∼2
- Sangwolgok-dong
- Seokgwan-dong 1∼2
- Seongbuk-dong 1∼2
- Wolgok-dong  1∼4

## Hochschulen
- Korea University

## Galerie

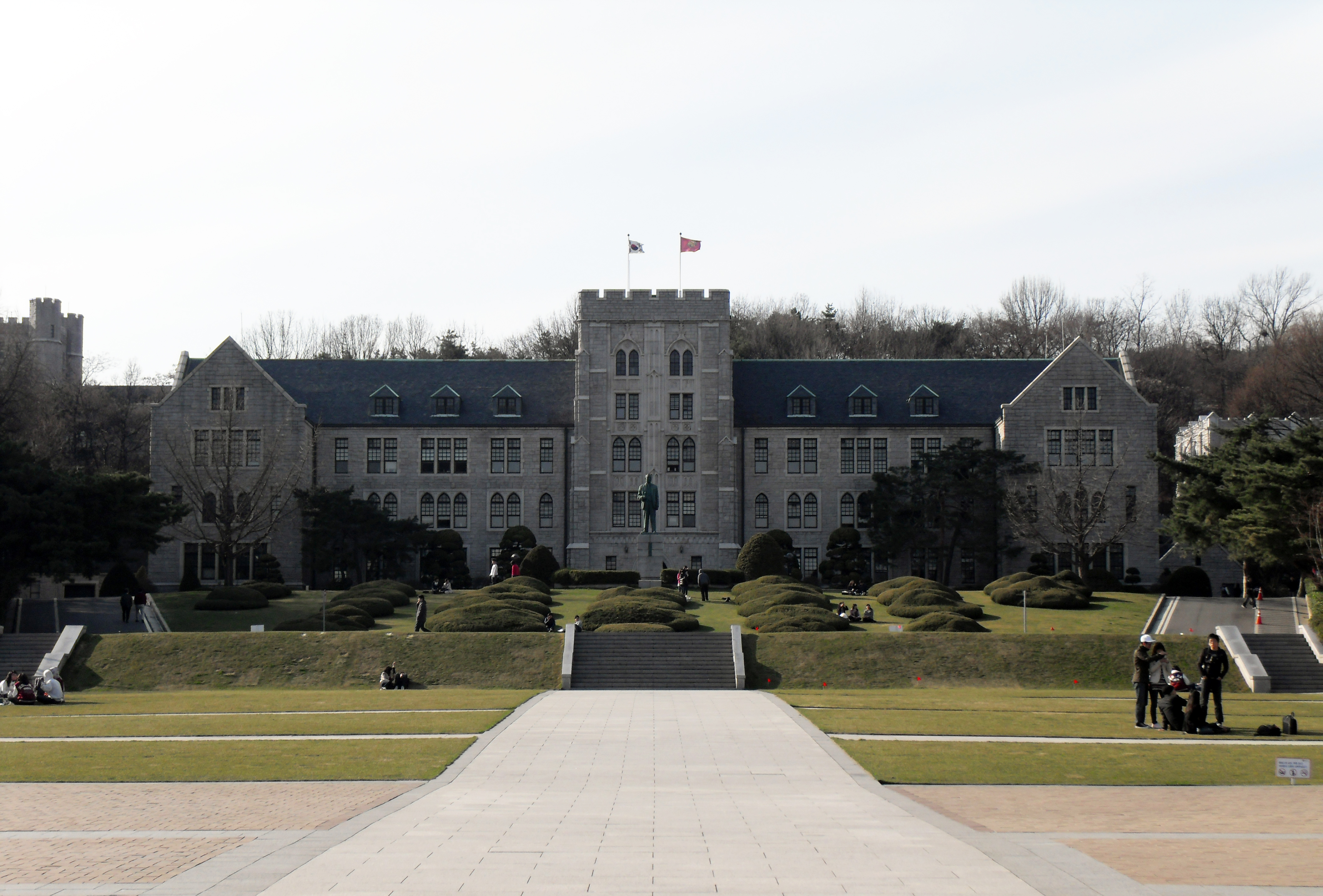
Korea University
Anam-dong Community Service Center
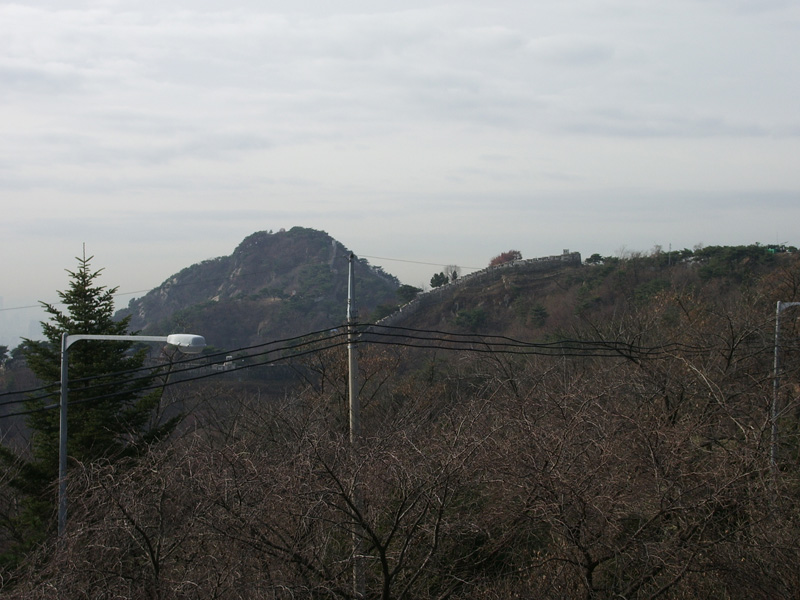
Alte Stadtmauer